# Nikolaj Denin
Nikolaj Vasiljevitj Denin (ryska: Николай Васильевич Денин), född 15 maj 1958 i byn Domasjovo i Brjansk oblast i Ryska SFSR i Sovjetunionen (nu Ryssland), är en rysk politiker som är medlem i partiet Enade Ryssland och var guvernör i Brjansk oblast från 2004 till 2014.
Denin blev distriktsguvernör i december 2004, då han vann guvernörsvalet med bred marginal efter att hans motståndare Jurij Lodkin togs ur omröstningen av en domstol bara några dagar innan guvernörsvalet. Denin har tidigare arbetat vid en kycklingfabrik. 2003 blev han invald i den statliga ryska duman som representant för Enade Ryssland.
I september 2014 efterträddes han som guvernör i Brjansk oblast av Aleksandr Bogomaz.